# Bittacus texanus
Bittacus texanus is een schorpioenvlieg uit de familie van de hangvliegen (Bittacidae). De wetenschappelijke naam van de soort is voor het eerst geldig gepubliceerd door Banks in 1908.
De soort komt voor in de Verenigde Staten en Mexico.